# Volcano High
Volcano High, conosciuto anche come Whasango o Hwasango, è un film coreano d'azione del 2001 diretto da Kim Tae-gyun.

## Trama
Intenzionato a dare il meglio di sé negli studi, il giovane Kim Kyung-soo, studente liceale già espulso da nove scuole, decide di iscriversi alla prestigiosa Volcano High School.
Scoprirà qui di essere capitato nel bel mezzo di una guerra tra studenti e professori che, in maniera assolutamente anarchica e irrispettosa delle regole, combattono tra loro per la conquista del Manoscritto del Maestro, un libro dal valore inestimabile nascosto nella scuola tramite il quale è possibile ottenere il potere assoluto.
Prerogativa di coloro che frequentano l'istituto è l'enorme abilità nell'utilizzo delle arti marziali e nel possesso di strani poteri, poteri di cui anche Kyung-Soo è dotato.
Inizialmente intenzionato a rigare dritto, quando il vicepreside assume il comando della scuola assieme ad altri cinque potentissimi professori Kim Kyung-soo è costretto a fare ricorso alle proprie straordinarie abilità e a scendere in campo...

## Caratteristiche
Il film è basato sui combattimenti di arti marziali in stile anime uniti all'utilizzo della computer grafica, alla comicità demenziale e ad un ritmo narrativo particolarmente sostenuto.

## Accoglienza
Il film non ha riscosso grande successo, ottenendo un 5,9 su IMDb e 65% su Rotten Tomatoes. Il film ha incassato intorno ai 270 mila dollari

## Edizioni
Inizialmente distribuito in Corea in versione integrale (120 min.), è stato poi ridotto di 20 minuti per l'edizione denominata "internazionale".
La versione televisiva, trasmessa da MTV sia negli Stati Uniti che in Italia, presenta 40 minuti in meno rispetto all'edizione integrale.
Il film è stato riedito in DVD dalla Shin Vision in due formati: disco singolo e doppio disco. Quella con due DVD ha più contenuti speciali e una confezione limitata numerata in 3000 copie. Entrambe le edizioni contengono il film nella versione estesa della durata originale di 121'.